# Kriegerdenkmal Göhren
Das Kriegerdenkmal Göhren ist ein denkmalgeschütztes Kriegerdenkmal in Göhren auf der zu Rügen gehörenden Halbinsel Mönchgut.

## Lage
Es befindet sich östlich des Strandwegs auf einer Anhöhe, die nach Norden steil zur Ostsee hin abfällt. Östlich des Denkmals führt die Schlucht De Rönn hinab zur Uferpromenade.

## Gestaltung und Geschichte
Das Kriegerdenkmal wurde zur Erinnerung an die im Ersten Weltkrieg gefallenen Soldaten der Gemeinde Göhren errichtet und 1922 eingeweiht. Zuvor befand sich an diesem Standort die 1890 errichtete Waldkirche Göhren.  Später wurde das Denkmal auch zur Erinnerungsstätte für die Opfer des Zweiten Weltkriegs gewidmet.

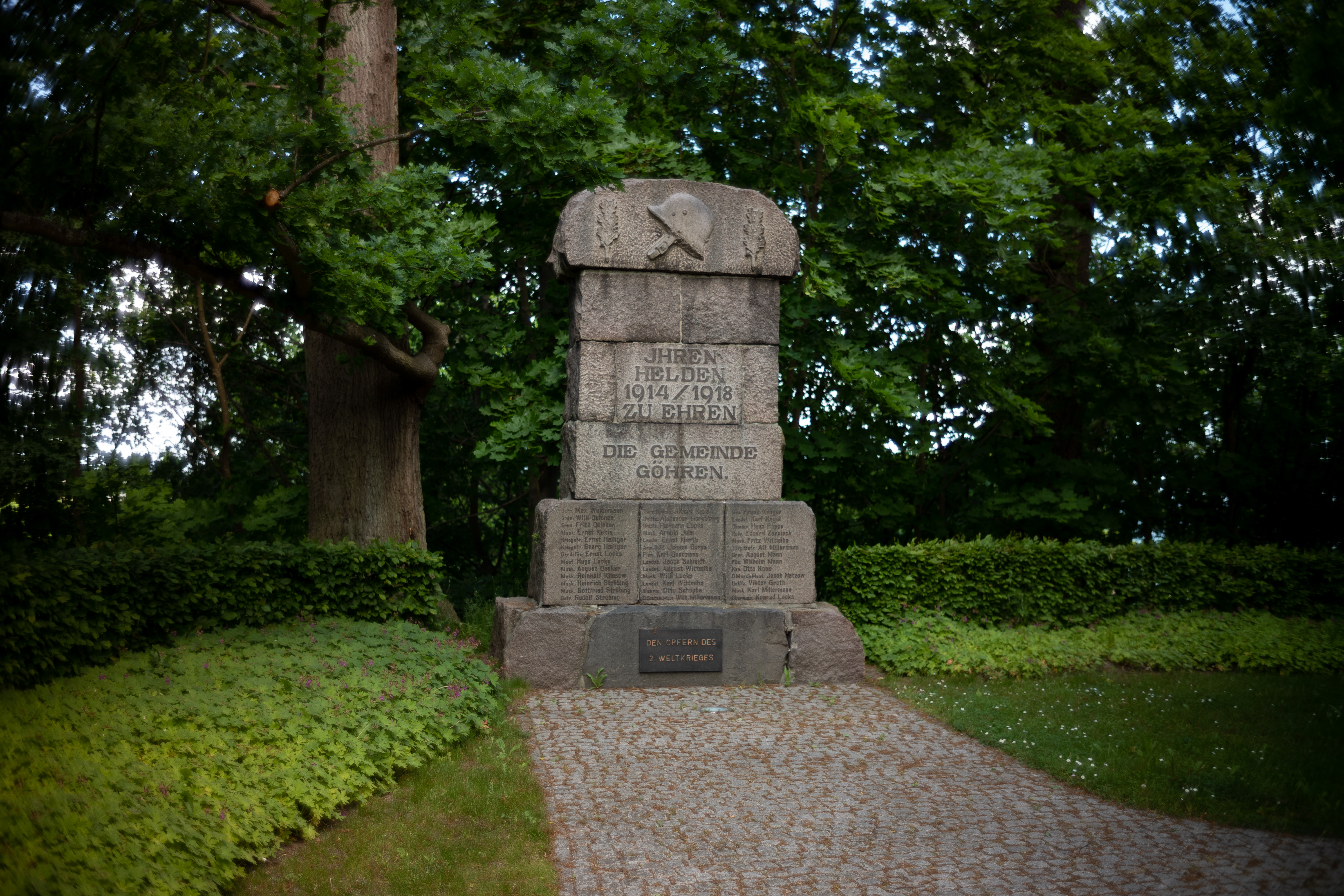
Kriegerdenkmal Göhren, 2021

Das aus großen Steinquadern gefügte Denkmal ist auf seiner Vorderseite mit dem nachfolgenden Text beschriftet:
IHREN

HELDEN

1914/1918

ZU EHREN
DIE GEMEINDE

GÖHREN.
Darunter sind die Namen von 39 Gefallenen vermerkt:
| Gefr. Max Weidemann      | ? Albert K??s                  | Kan. Franz Kröger          |
| Gren. Willi Deichen      | Untffz. Alexander Horneburg    | Landst. Karl Nagel         |
| Gren. Fritz Deichen      | Untffz. Hermann Looks          | Obmatr. Hans Puppe         |
| Musk. Ernst Nahls        | Musk. Arnold Jahn              | Gefr. Eduard Zernisch      |
| Kriegsfr. Ernst Halliger | Landw. Ernst Marth             | Musk. Fritz Wittmihs       |
| Kriegsfr. Georg Halliger | Arm. Sold. Johann Borys        | Torp.Matr. Alf. Millermann |
| Gardefüs. Ernst Looks    | Pion. Karl Gustmann            | Gren. August Mann          |
| Maat. Hugo Looks         | Landst. Jacob Schmidt          | Füs. Wilhelm Mann          |
| Musk. August Dunker      | Landst. August Wittmihs        | Kan. Otto Koos             |
| Musk. Reinhold Kliesow   | Musk. Willi Looks              | O.Masch.Maat Jacob Natzow  |
| Musk. Heinrich Strübing  | Landst. Karl Witthmihs         | Untffz. Viktor Groth       |
| Musk. Gottfried Strübing | Wehrm. Otto Schöpke            | Musk. Karl Millermann      |
| Gefr. Rudolf Strübing    | O.Bootsm.Maat Wilh. Millermann | Obermatr. Konrad Looks     |

Oberhalb der Namen ist ein von zwei Eichenblättern gerahmter Stahlhelm als Relief dargestellt.
Unter den Namen wurde später eine Tafel mit der Inschrift:
DEN OPFERN DES

2. WELTKRIEGES
angebracht.
Im Jahr 1957 war das Denkmal Gegenstand politischer Auseinandersetzungen. Die CDU plante zum Totensonntag eine Kranzniederlegung, was jedoch von der SED verhindert wurde.

## Denkmalschutz
Das Kriegerdenkmal ist in die Liste der Baudenkmale im Landkreis Vorpommern-Rügen eingetragen.